# كر (نهر)
الكُرُّ أو كورا (بالتركية: Kura، بالأذرية: Kür، بالجورجية: მტკვარი) هو نهر ينبع من شمال شرق تركيا وويعبر الأراضي الجورجية وعاصمتها تبليسي وصولاً إلى جمهورية أذربيجان حيث يصب في بحر قزوين إلى الجنوب من مدينة باكو بحوالي 140 كم وإلى الشمال من خليج كيروف.
والنهر يلتقي مع نهر آراس ويحتفظ بنفس التسمية لأن كمية مياهه أكبر من نهر آراس قبل أن يصب في بحر قزوين. يبلغ طوله حوالي 1364 كم وقد كان في الماضي صالحاً للملاحة حتى مدينة تبليسي عاصمة جورجيا ولكنه ليس كذلك الآن بسبب السدود التي أقيمت عليه.